# الصيفي مبارك الصيفي
الصيفي مبارك الصيفي (22 سبتمبر 1961 - )، نائب سابق في مجلس الأمة الكويتي، وحاصل على بكالوريوس في الجغرافيا.
قاطع انتخابات مجلس الامة بعد تعديل عدد الاصوات من 4 إلى صوت واحد، تضامناً مع كتلة العمل الشعبي عام 2012.

## عضويات
- مخطط جغرافي بإدارة التنظيم ببلدية الكويت عام 1986.[1]
- مخطط جغرافي بإدارة التنظيم بمحافظة الجهراء عام 1986 حتى 1992.
- فني مساحة في بلدية محافظة الجهراء لشؤون المشاريع التنظيمية عام 1992.
- رئيس قسم المشاريع التنظيمية في بلدية محافظة الأحمدي عام 1992 حتى 2002.
- رئيس قسم التراخيص الهندسية في بلدية محافظة مبارك الكبير عام 2002 حتى 2003.
- رئيس قسم بمكتب المدير العام لشئون تنمية المشاريع والبيئة عام 2003 حتى 2008.
- متخصص في التخطيط الإداري والاقتصادي.

## أبرز مواقفه في مجلس الأمة

### مجلس الأمة 2020
| استجواب الوزير حمد جابر العلي (يناير 2022)    | غير موجود    |
| استجواب الوزير أحمد ناصر الصباح (فبراير 2022) | مع الاستجواب |
| استجواب الوزير علي حسين الموسى (مارس 2022)    | مع الاستجواب |